# Presidente Figueiredo
Presidente Figueiredo är en kommun i Brasilien.   Den ligger i delstaten Amazonas, i den nordvästra delen av landet, 2 100 km nordväst om huvudstaden Brasília. Antalet invånare är 27 121.
I omgivningarna runt Presidente Figueiredo växer i huvudsak städsegrön lövskog. Trakten runt Presidente Figueiredo är nära nog obefolkad, med mindre än två invånare per kvadratkilometer.